# Arc-et-Senans
Arc-et-Senans és un municipi francès situat al departament del Doubs i a la regió de Borgonya - Franc Comtat. L'any 2007 tenia 1.438 habitants.

## Demografia

### Població
El 2007 la població de fet d'Arc-et-Senans era de 1.438 persones. Hi havia 617 famílies de les quals 183 eren unipersonals (60 homes vivint sols i 123 dones vivint soles), 195 parelles sense fills, 187 parelles amb fills i 52 famílies monoparentals amb fills.
La població ha evolucionat segons el següent gràfic:
Habitants censats

### Habitatges
El 2007 hi havia 706 habitatges, 626 eren l'habitatge principal de la família, 44 eren segones residències i 37 estaven desocupats. 580 eren cases i 123 eren apartaments. Dels 626 habitatges principals, 457 estaven ocupats pels seus propietaris, 153 estaven llogats i ocupats pels llogaters i 16 estaven cedits a títol gratuït; 4 tenien una cambra, 28 en tenien dues, 113 en tenien tres, 149 en tenien quatre i 332 en tenien cinc o més. 518 habitatges disposaven pel capbaix d'una plaça de pàrquing. A 310 habitatges hi havia un automòbil i a 239 n'hi havia dos o més.

### Piràmide de població
La piràmide de població per edats i sexe el 2009 era:
| Homes | Edats   | Dones |
| ----- | ------- | ----- |
| 0     | 95 o +  | 0     |
| 0     | 90 a 94 | 12    |
| 4     | 85 a 89 | 12    |
| 16    | 80 a 84 | 8     |
| 36    | 75 a 79 | 48    |
| 32    | 70 a 74 | 40    |
| 28    | 65 a 69 | 24    |
| 72    | 60 a 64 | 68    |
| 20    | 55 a 59 | 52    |
| 48    | 50 a 54 | 24    |
| 44    | 45 a 49 | 52    |
| 32    | 40 a 44 | 28    |
| 56    | 35 a 39 | 56    |
| 60    | 30 a 34 | 48    |
| 24    | 25 a 29 | 32    |
| 40    | 20 a 24 | 28    |
| 36    | 15 a 19 | 36    |
| 40    | 10 a 14 | 36    |
| 52    | 5 a 9   | 32    |
| 44    | 0 a 4   | 56    |

## Economia
El 2007 la població en edat de treballar era de 836 persones, 609 eren actives i 227 eren inactives. De les 609 persones actives 562 estaven ocupades (305 homes i 257 dones) i 47 estaven aturades (22 homes i 25 dones). De les 227 persones inactives 101 estaven jubilades, 67 estaven estudiant i 59 estaven classificades com a «altres inactius».

### Ingressos
El 2009 a Arc-et-Senans hi havia 637 unitats fiscals que integraven 1.510 persones, la mediana anual d'ingressos fiscals per persona era de 16.906 €.

### Activitats econòmiques
Dels 83 establiments que hi havia el 2007, 3 eren d'empreses extractives, 3 d'empreses alimentàries, 1 d'una empresa de fabricació de material elèctric, 7 d'empreses de fabricació d'altres productes industrials, 17 d'empreses de construcció, 15 d'empreses de comerç i reparació d'automòbils, 4 d'empreses de transport, 6 d'empreses d'hostatgeria i restauració, 1 d'una empresa d'informació i comunicació, 2 d'empreses financeres, 5 d'empreses immobiliàries, 4 d'empreses de serveis, 10 d'entitats de l'administració pública i 5 d'empreses classificades com a «altres activitats de serveis».
Dels 26 establiments de servei als particulars que hi havia el 2009, 1 era una oficina bancària, 2 tallers de reparació d'automòbils i de material agrícola, 1 taller d'inspecció tècnica de vehicles, 2 paletes, 5 guixaires pintors, 2 fusteries, 3 lampisteries, 2 electricistes, 3 perruqueries, 3 restaurants, 1 agència immobiliària i 1 saló de bellesa.
Dels 7 establiments comercials que hi havia el 2009, 1 era un hipermercat, 1 una botiga de menys de 120 m², 1 una fleca, 1 una sabateria, 1 una botiga de mobles, 1 una perfumeria i 1 una joieria.
L'any 2000 a Arc-et-Senans hi havia 12 explotacions agrícoles.

## Equipaments sanitaris i escolars
L'únic equipament sanitari que hi havia el 2009 era una farmàcia.
El 2009 hi havia 2 escoles elementals.

## Poblacions més properes
El següent diagrama mostra les poblacions més properes.